# Liste von Fatwa-Sammlungen
Dies ist eine Liste von Fatwa-Sammlungen. Fatwa-Sammlungen sind der Arbeit über die Muftis und Fatwas des Ägyptischen Dar al-Ifta des Religionshistorikers Jakob Skovgaard-Petersen zufolge the most temporal documents studied in the madrasa und bilden den dynamischsten Teil des islamischen corpus juris. Den Schwerpunkt der folgenden Liste bilden ältere Sammlungen. Sie führt einige wichtige Werke auf, erhebt aber keinen Anspruch auf Vollständigkeit.

## Übersicht

### Vormoderne Fatwa-Sammlungen
(Abschnitt nach David Drennan The Place of Muftis and Fatwas in Islamic Law.)

#### hanafitisch
- al-Fatawa al-'Alamgiriyya (Mitte 17. Jhd.)
- al-Fatawa al-Chayriyya (spätes 17. Jhd.)

#### malikitisch
- al-Mi'yar al-Mu'rib (spätes 15. Jhd.)

#### schafi'itisch
- Fatawa Ibn al-Salah (frühes 13. Jhd.)
- Fatawa Hadithiyya (Mitte 16. Jhd.)

#### hanbalitisch
- Majmu' Fatawa Ibn Taymiyya (Mitte 14. Jhd.) (de) (web)

### 20. Jahrhundert (Auswahl)
- (1947) Am 2. Dezember 1947 riefen Religionsgelehrte der Universität Al-Azhar, die in der sunnitischen muslimischen Welt hohes Ansehen genießen, zum Dschihad gegen Zionisten auf.[2]
- (1989) Der iranische Ayatollah Ruhollah Khomeini verkündete 1989 eine Fatwa und rief darin zum Mord an Salman Rushdie wegen seines Romans Die satanischen Verse auf.[3]

- (1992) Im Juni 1992 wurde der ägyptische Schriftsteller Faradsch Fauda ermordet, nachdem eine Fatwa von Al-Azhar-Ulamas erlassen worden war, die eine frühere Fatwa des Scheichs von Al-Azhar, Jadd al-Haqq, übernommen hatten, in der Foda und andere säkulare Schriftsteller beschuldigt wurden, "Feinde des Islam" zu sein.[4] Die dschihadistische Gruppe Al-Gama'a al-Islamiyya bekannte sich zu dem Mord.[5]

### 21. Jahrhundert (Auswahl)
- (2005) Mansur Escudero Bedate, Generalsekretär der Islamischen Kommission Spaniens, erließ im März 2005 eine Fatwa, in der es heißt, dass Osama Bin Laden und "seine" Al-Qaida ihre Religion aufgegeben hätten und daher als "Al-Qaida-Terroristen" bezeichnet werden sollten, ohne das Adjektiv "islamisch" zu verwenden. Die Fatwa fordert andere Muslime auf, ähnliche Erklärungen abzugeben.[6] Im Juli 2005 folgte ihnen der Fiqh Council of North America.[7]
- (2013) Am 7. Juni 2013 beschuldigte der ägyptische Geistliche und Al-Azhar-Professor Mahmoud Shaaban Hamed Abdel-Samad der "Ketzerei" und erklärte, dass er getötet werden müsse, wenn er sich weigert, Aussagen aus seinem Buch und seinen Vorlesungen über "Der islamische Faschismus" zu widerrufen". Am selben Tag verkündete der ägyptische Scheich Assem Abdel Maged eine Fatwa gegen den Publizisten. Die deutsche Bundesregierung forderte die ägyptische Regierung auf, die Meinungsfreiheit und die persönliche Sicherheit zu gewährleisten und bestellte den ägyptischen Geschäftsträger in Berlin ein.[8][9]
- (2014) Am 27. August 2014 erließ Sheikh Abubakr Ahmad eine Fatwa gegen ISIS.[10]
- (2022) Im Juli 2022 erließ der South African Muslim Judicial Council (MJC) eine Fatwa zur Homosexualität. Demnach seien alle gleichgeschlechtliche Handlungen und damit auch die gleichgeschlechtliche Ehe eindeutig verboten.[11]

### Weitere (unsortiert)
- Ahsan al-Fatawa, Rashid Ahmad Ludhianvi (1922–2002)
- Ali Al-Tantawi (1909–1999), Fatwas
- hanafitischer Madhhab, al-ʻAṭāyā al-Nabawiyya fī al-fatāwā al-riḍawiyya, Imam Ahmad Raza Khan (1856–1921), Lahore (Pakistan)
- Muhimmat al-nafa'is (eine zweisprachige mekkanische fatwa-Sammlung für indonesische Muslime vom Ende des 19. Jahrhunderts)
- Fatāwā-yi Rashīdīya, Rashid Ahmad Gangohi (Deobandi)
- European Council for Fatwa and Research: First Collection of Fatwas. Übersetzer: Anas Osama Altikriti (Online abrufbar)
- European Council for Fatwa and Research: Second Collection of Fatwas. Übersetzer: Shakir Nasif Al-Ubaydi & Anas Osama Altikriti (Online abrufbar)
- Fatwas des Ständigen Komitees für Rechtsfragen (Saudi-Arabien) (web) (web)